# Особле, Али Абдуллахи
Али Абдуллахи Особле (сомал. Cali Cabdullaahi Cosoble; род. Могадишо, Сомали) — сомалийский политический деятель, бывший президент Хиршабелле.

## Биография
Родился в Могадишо, там и получил начальное и среднее образование. Учился в США, в Государственном университете Сэма Хьюстона, закончил его со степенью бакалавра в области сельского хозяйства и экономики. До падения правительства президента Сомали Мохамеда Сиада Барре некоторое время работал в банке Сомали. Вскоре он начал работать в филиале Оксфам, который находился в Беледуэйне, а затем в Найроби, столице Кении, представлял Сомали.
В 2004 году Особле пришёл в политику и был членом парламента Переходного федерального правительства Сомали до 2012 года.
7 января 2005 года правительство Али Мохаммеда Геди под руководством Абдуллахи Юсуфа назначило Особле министром образования.
17 октября 2016 года Али Абдуллахи Особле был избран президентом администрации Хиршабелле.
В 2017 году парламент Хиршабелле отстранило его от должности президента в связи с потерей доверия — 66 депутатов проголосовало за вотум недоверия, 2 депутата выступило против него, 6 депутатов воздержалось. Анаб Ахмед Иссе, второй вице-спикер парламента Хиршабелле, который председательствовал на встрече, объявил результаты вотума недоверия президенту Особле, и Али Гудлаве стал временным президентом Хиршабелле.
С 2020 года претендовал на пост нового премьер-министра Сомали.